# 大統領令14147号
連邦政府の武器化に終止符を打つ（れんぽうせいふのぶきかにしゅうしふをうつ、英: Ending the Weaponization of the Federal Government）を表題とする大統領令14147号は、2025年1月20日に米国大統領ドナルド・トランプが署名し発令した大統領令。

## 規定
大統領令14147号は、諜報機関・司法機関・規制機関による過去の行動のうち、「政治的動機に基づくもの」を調査し、責任者の責任を追及する方法について勧告するよう、各機関の長に指示する内容となっている。この大統領令は、特に司法省、証券取引委員会、連邦取引委員会に対しての内容となっている。